# Furculattus maxillosus
Furculattus maxillosus är en spindelart som beskrevs av Balogh 1980. Furculattus maxillosus ingår i släktet Furculattus och familjen hoppspindlar. Inga underarter finns listade i Catalogue of Life.